# Lijst van singer-songwriters
Dit is een lijst van singer-songwriters met een artikel op de Nederlandstalige Wikipedia.

## A
- Ryan Adams
- Adele
- Nana Adjoa
- Karen Alexander
- Tori Amos
- Keren Ann
- Stevie Ann
- Fiona Apple
- Joan Armatrading
- Michael Antony Austin
- Charles Aznavour

## B
- Joan Baez
- George Baker
- Devendra Banhart
- Daniel Bedingfield
- Natasha Bedingfield
- Drake Bell
- Dan Bern
- Chuck Berry
- Gert Bettens
- Sam Bettens
- Peter Blegvad
- Luka Bloom
- James Blunt
- Marc Bolan
- Martine Bond
- Georges Brassens
- Jacques Brel
- Carlinhos Brown
- Jackson Browne
- Ane Brun
- Carla Bruni
- Lindsey Buckingham
- Jeff Buckley
- Tim Buckley
- Chris de Burgh
- Badly Drawn Boy

## C
- J.J. Cale
- Lewis Capaldi
- Grayson Capps
- Mariah Carey
- Vanessa Carlton
- Eric Carmen
- Johnny Cash
- Tracy Chapman
- Chappell Roan
- Eric Clapton
- Lily Clarisa
- Kurt Cobain
- Leonard Cohen
- Lloyd Cole
- Matt Costa
- Kevin Coyne
- Jim Croce
- David Crosby
- Sheryl Crow

## D
- Dirk Darmstaedter
- John Deacon
- Charlie Dée
- Gavin DeGraw
- Delise
- Brett Dennen
- Luc De Vos
- Neil Diamond
- Tom Dice
- Donovan
- Maria Doyle Kennedy
- Nick Drake
- Duffy
- Thomas Dybdahl
- Bob Dylan

## E
- Billie Eilish
- Caro Emerald
- Jasper Erkens

## F
- Jaap Fischer
- Dan Fogelberg
- John Fogerty
- Steve Forbert
- Ben Folds
- Jon Foreman
- Donavon Frankenreiter

## G
- Bobbie Gentry
- Robin Gibb
- Debbie Gibson
- José González
- Ellie Goulding
- Paul de Graaf
- Greg Graffin
- David Gray
- Adam Green
- Erny Green
- Boudewijn de Groot
- Francesco Guccini
- Lady Gaga
- Noel Gallagher

## H
- Steve Harley
- Ben Harper
- George Harrison
- Beth Hart
- PJ Harvey
- Sophie B. Hawkins
- Tom Helsen
- Jimi Hendrix
- Ozark Henry
- Kristin Hersh
- John Hiatt
- Specs Hildebrand
- Keri Hilson
- Niall Horan
- Ben Howard

## I
- Janis Ian
- Enrique Iglesias

## J
- Marike Jager
- Gavin James
- Laura Jansen
- Jewel
- Billy Joel
- Alexz Johnson
- Jack Johnson
- Kevin Johnson
- Rickie Lee Jones
- Jessie J
- Jack Jersey

## K
- Alicia Keys
- Barbara Keith
- Carole King
- Christian Kjellvander
- Chrissi Klug
- Jordan Knight
- Tim Knol
- Mark Knopfler
- Flip Kowlier
- Lenny Kravitz
- Lenny Kuhr
- Dayna Kurtz
- Jamyang Kyi

## L
- Ray LaMontagne
- Edgar Langeveldt
- Avril Lavigne
- Amos Lee
- Tom Lehrer
- Leine
- John Lennon
- Bertolf Lentink
- Dean Lewis
- Bob Lind
- Daniël Lohues
- Robert Long
- Annett Louisan
- Rachèl Louise
- Lucky Fonz III
- Michelle Luttenberger
- Riker Lynch
- Jeff Lynne

## M
- Kirsty MacColl
- Amy Macdonald
- Aimee Mann
- Bob Marley
- Laura Marling
- Bruno Mars
- Brian May
- John Mayer
- Paul McCartney
- Rod McKuen
- Don McLean
- Tom McRae
- Melanie
- Shawn Mendes
- Milow
- Natalie Merchant
- Freddie Mercury
- Jesse Michaels
- Mika
- Joni Mitchell
- Barry Moore
- Christy Moore
- Alanis Morissette
- James Morrison
- Jason Mraz
- Pete Murray
- Meg Myers

## N
- Graham Nash
- Kate Nash
- Randy Newman
- Astrid Nijgh
- Heather Nova
- Justin Nozuka
- Paolo Nutini
- Laura Nyro

## O
- Conor Oberst
- Phil Ochs
- Tom Odell
- Will Oldham
- Roy Orbison
- Maaike Ouboter

## P
- João Pedro Pais
- Dolly Parton
- Tom Petty
- Glen Phillips
- Robert Pollard
- Tristan Prettyman
- Katie Pruitt
- Joe Purdy

## R
- Joshua Radin
- Damien Rice
- Olivia Rodrigo
- Don Rosenbaum

## S
- Emeli Sandé
- Ron Sexsmith
- Ed Sheeran
- Judee Sill
- Lucie Silvas
- Carly Simon
- Eva Simons
- Matt Simons
- Peter Skellern
- Elliott Smith
- Sam Smith
- Wende Snijders
- Jill Sobule
- Regina Spektor
- Bruce Springsteen
- Cat Stevens
- Sufjan Stevens
- Al Stewart
- Stephen Stills
- Sting
- Stromae
- Harry Styles
- Alison Sudol
- Selah Sue
- Taylor Swift

## T
- The Tallest Man on Earth
- Norma Tanega
- James Taylor
- Roger Taylor
- Julian Thomas
- Steve Peregrin Took
- Jeff Tweedy
- Shania Twain

## V
- Wannes Van de Velde
- Zjef Vanuytsel
- Randy VanWarmer
- Froukje Veenstra
- Suzanne Vega
- Bram Vermeulen
- Eefje de Visser

## W
- Rufus Wainwright
- Elske de Walle
- Fats Waller
- Piter Wilkens
- Pharrell Williams

## X
- Xavier Rudd

## Y
- Neil Young
- Yui

## Z
- Townes Van Zandt
- Warren Zevon
- Karen Zoid